# 兴安鹿药
兴安鹿药（学名：Maianthemum dahuricum）为天门冬科舞鹤草属的植物。分布在远东地区、朝鲜以及中国大陆的吉林、黑龙江等地，生长于海拔450米至1,000米的地区，常生于林下，目前尚未由人工引种栽培。